# Bürglen UR
Bürglen (psáno také jako Bürglen UR pro odlišení od jiných stejnojmenných sídel) je obec ve švýcarském kantonu Uri. Leží přibližně 2 kilometry jihovýchodně od hlavního města kantonu, Altdorfu, v nadmořské výšce 525 metrů. Žije zde přibližně 4 000 obyvatel.

## Geografie

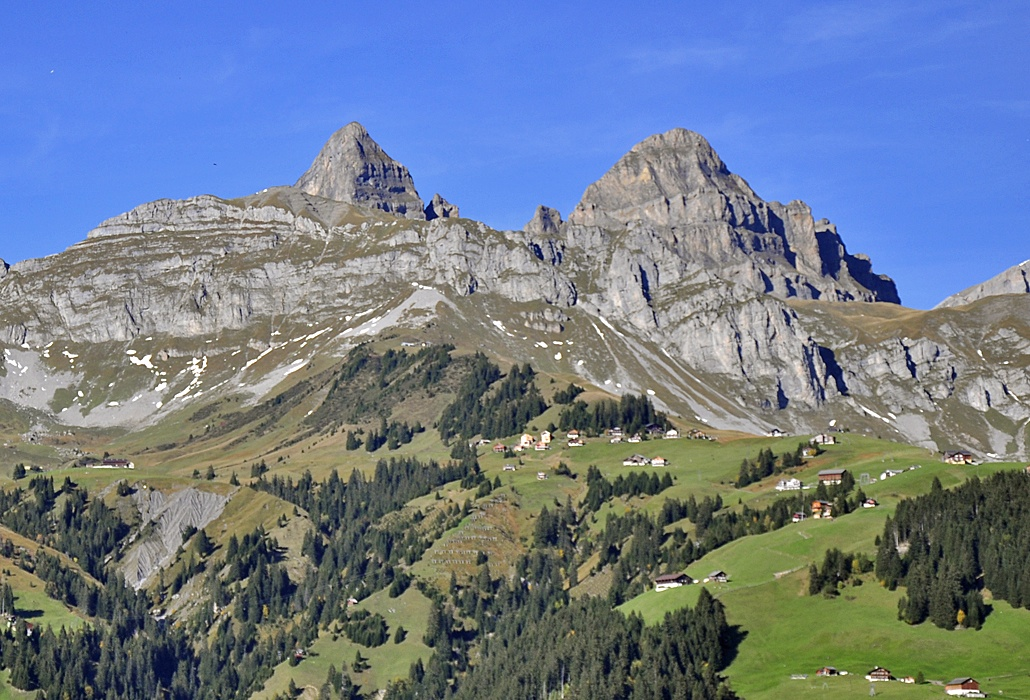
Vrchol Rossstock, tyčící se nad Bürglenem

Bürglen, známý také jako obec Viléma Tella, leží jihovýchodně od hlavního města kantonu Altdorfu při vstupu do údolí Schächental. Kromě centrální obce se na obou stranách údolí nachází řada roztroušených osad, patřících k Bürglenu. Bürglenem protéká řeka Schächen.
Pouze 113 ha, tj. 2,1 % rozlohy obce, tvoří sídelní oblasti. Z toho 61 ha tvoří zastavěné nebo průmyslové plochy a 46 ha dopravní plochy. Mnohem významnější je zemědělská plocha s 2733 ha, což představuje podíl 51,4 %. Patří sem rozsáhlé alpské oblasti, z nichž většina leží za průsmykem Kinzigpass. Ty se rozkládají na ploše 2022 ha. Dalších 702 ha tvoří louky a zemědělská půda. Kromě toho je 1056 ha, tedy téměř 20 % rozlohy obce, pokryto lesy a lesními porosty. Neproduktivní půda pokrývá zbytek obce, konkrétně 1411 ha, tj. 26,6 %. Jedná se téměř výhradně o oblasti bez vegetace (vysoké hory) nebo o oblasti s neproduktivní vegetací (vysokohorská vegetace).
Bürglen sousedí na západě s Attinghausenem, Altdorfem a Flüelenem, na severu se Sisikonem a obcemi Riemenstalden a Muotathal v kantonu Schwyz, na jihovýchodě s Unterschächenem a Spiringenem a na jihu se Schattdorfem.

## Historie

Bürglen na leteckém snímku (1963)

První zmínka o obci pochází z roku 857 pod názvem Burgilla. Tehdy král Ludvík II. Němec daroval kapli v Bürglenu spolu s poddanými, desátky, poli, loukami, lesy a veškerým příslušenstvím jako doživotní beneficium knězi Beroldovi, pravděpodobně proto, že dlouhá léta věrně sloužil králově dceři Hildegardě, abatyši kláštera svatého Felixe a Reguly (dnešní klášter Fraumünster Curych).
Farní kostel svatého Petra a Pavla byl poprvé zmíněn v roce 875. Současná budova však pochází z roku 1681 a nechal ji postavit Johann Jakob Scolar. Na počátku 17. století je doložena škola. Bürglen se - pravděpodobně již od pozdního středověku - dělil na dvě společenstva zvaná Bürglen ob dem Gräblein a Bürglen unter dem Gräblein. Do roku 1798 mohlo družstvo ob dem Gräblein (nad Gräbleinem) vyslat do okresního zastupitelstva šest členů a v letech 1803 až 1850 čtyři, zatímco družstvo unter dem Gräblein (pod Gräbleinem) mohlo obvykle vyslat jednoho člena. Ve vrcholném středověku se v zeměpisných šířkách poblíž obce pravděpodobně využívala orná půda. Rostoucí význam chovu dobytka s využitím Alp za rozvodím vedl kolem roku 1350 k vleklému hraničnímu konfliktu s obyvateli Schwyzu. V roce 1593 se horští pastevci z Bürglenu, Altdorfu, Schattdorfu a údolí Schächen spojili a založili horské pastevecké bratrstvo. Až do 17. století zastávali úřad landsmana kantonu Uri opakovaně představitelé selské vrchnosti z Bürglenu. Jejich reprezentativní stavby (např. dům ve Spilmattu z roku 1609) charakterizují obec do současnosti. Využití vodní síly řeky Schächen umožnilo v 19. století usazení různých dřevozpracujících podniků v oblasti mostu Schächenbrücke. Na dolním toku řeky Schächen se z původně malé laboratorní dílny založené v roce 1896 vyvinula společnost Eidgenössische Munitionsfabrik Altdorf. V novější době byly v blízkosti obce a směrem k Altdorfu postaveny větší obytné čtvrti. Dojíždění do zaměstnání bylo podporováno neustálým rozšiřováním dopravní infrastruktury (např. dokončení silnice Klausenstrasse roku 1900, lanové dráhy Biel-Chinzig roku 1951, silnice Spiess-Bittleten-Waldi roku 1990).
Bürglen je považován za rodiště Viléma Tella, švýcarského národního hrdiny.

## Obyvatelstvo

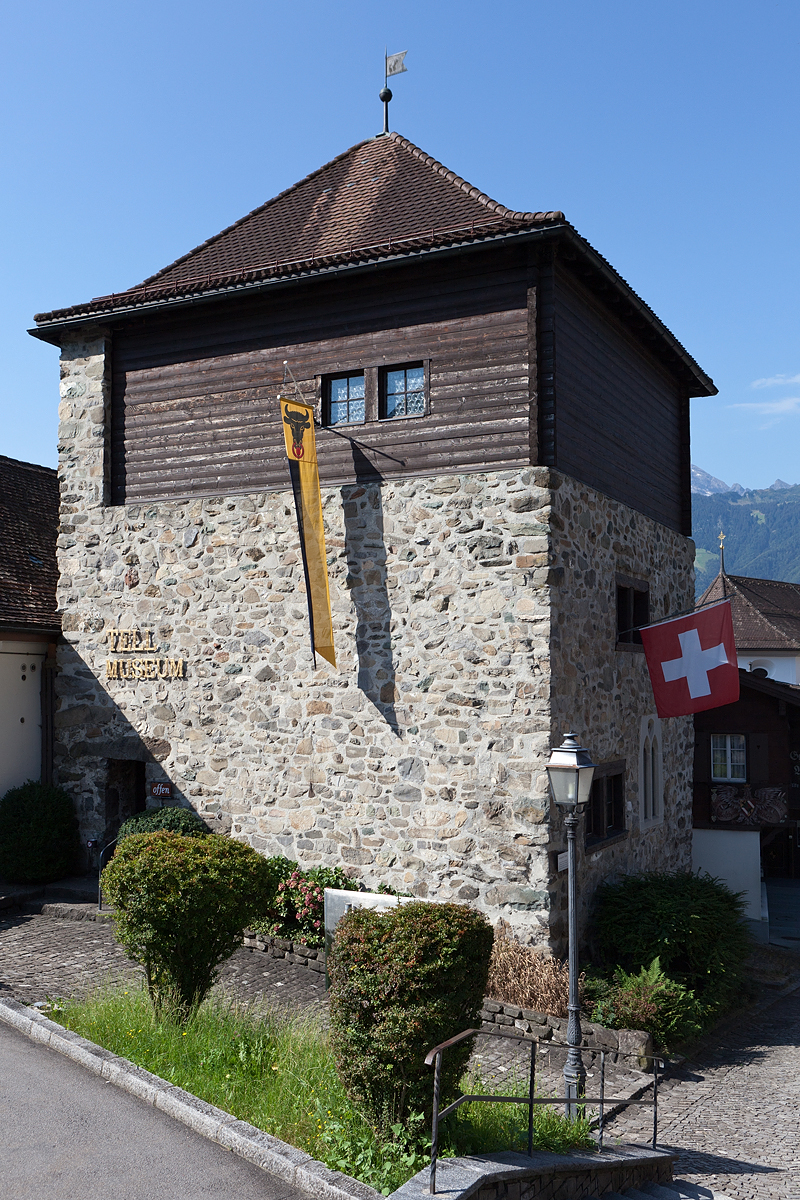
Muzeum Viléma Tella v Bürglenu

### Vývoj populace
Počet obyvatel výrazně vzrostl ve druhé polovině 18. století (1743–1799: +26,4 %). Poté následoval pomalejší růst až do roku 1860 (+14,1 %). Od té doby, s výjimkou 80. a 70. let 20. století, počet obyvatel silně roste. Od roku 1900 do roku 1950 o 1067 osob, tj. 64,4 %, od roku 1950 do současnosti o 1239 osob, tj. 45,5 %. Důvodem rychlého růstu je blízkost dopravních tras a atraktivní poloha.
| Vývoj počtu obyvatel | Vývoj počtu obyvatel | Vývoj počtu obyvatel | Vývoj počtu obyvatel | Vývoj počtu obyvatel | Vývoj počtu obyvatel | Vývoj počtu obyvatel | Vývoj počtu obyvatel | Vývoj počtu obyvatel | Vývoj počtu obyvatel | Vývoj počtu obyvatel | Vývoj počtu obyvatel | Vývoj počtu obyvatel | Vývoj počtu obyvatel |
| -------------------- | -------------------- | -------------------- | -------------------- | -------------------- | -------------------- | -------------------- | -------------------- | -------------------- | -------------------- | -------------------- | -------------------- | -------------------- | -------------------- |
| Rok                  | 1743                 | 1799                 | 1860                 | 1880                 | 1888                 | 1900                 | 1950                 | 1970                 | 1980                 | 2000                 | 2005                 | 2010                 |                      |
| Počet obyvatel       | 910                  | 1150                 | 1312                 | 1482                 | 1497                 | 1656                 | 2723                 | 3401                 | 3456                 | 3878                 | 3962                 | 3955                 |                      |

### Jazyky
Téměř všichni obyvatelé mluví německy jako každodenním hovorovým jazykem, avšak silně alemanským dialektem. Při posledním sčítání lidu v roce 2000 uvedlo 96,7 % obyvatel jako svůj hlavní jazyk němčinu, 1,01 % srbochorvatštinu a 0,46 % albánštinu.

### Národnostní složení
Na konci roku 2005 bylo 3823 (96,49 %) z 3962 obyvatel švýcarskými státními příslušníky. Většina přistěhovalců pochází ze střední Evropy (Německo), Itálie a bývalé Jugoslávie (Srbsko, Chorvatsko a Černá Hora). Při sčítání lidu v roce 2000 mělo švýcarské občanství 3701 osob (95,44 %), z toho 70 osob mělo dvojí občanství.

## Osobnosti
- Dani Arnold (* 1984), horolezec a extrémní sportovec